# Layas
Layas (llamada oficialmente Santa Baia de Laias) es una parroquia y un lugar del municipio español de Cenlle, en la provincia de Orense, Galicia.

## Toponimia
La parroquia también es conocida por los nombres de Santa Eulalia de Laias y Santa Eulalia de Layas.

## Organización territorial
La parroquia está formada por ocho entidades de población, constando una de ellas en el nomenclátor del Instituto Nacional de Estadística español:
- Campo (O Campo)
- Carballeda de Abajo (Carballeda de Abaixo)
- Carballeda de Arriba
- Deirón
- Layas (Laias)
- Regueiro (O Regueiro)
- Val (O Val)
- Viñal del Rey (Viñal do Rei)

## Demografía
Gráfica demográfica del lugar y parroquia de Layas según el INE español:
| Gráfica de evolución demográfica de Layas entre 2000 y 2022 |
|                                                             |
| Datos según el nomenclátor publicado por el INE.            |